# Liudger d'Utrecht
Liudger d'Utrecht fou bisbe d'Utrecht a partit circa de 847/848 fins a 854/856.

## Biografia
Luidger estava probablement relacionat amb diversos altres bisbes d'Utrecht dels segles IX i X, inclòs el seu predecessor Alberik II. Que aquesta família no s'oposava al nepotisme es mostra en un certificat de l'any 850, on es demostrava que un oncle de Ludger nomenat Baldric hi havia planejant fundar un capítol que seria dirigit per Luidger, d'acord amb una estructura que li donaria avantatges clares per a la seva família. Luidger havia de ser succeït per un parent proper anomenat Kraft, però va declinar el càrrec perquè tenia por que la seva riquesa personal atrauria batudes de vikings. La data exacta de la seva mort és desconeguda. La tradició de l'Església diu que va morir l'any 856. Altres autors donen la data de la seva mort el 853. Va ser enterrat a l'església de Sant Salvador d'Utrecht.